# Tóth Zsombor
Tóth Zsombor (Kovászna, 1974. november 16.) erdélyi magyar irodalomtörténész.

## Életútja, munkássága
Általános iskoláit szülővárosában (1988), az Egészségügyi Líceumot Székelyudvarhelyen végezte (1992). A BBTE-n magyar–angol szakos tanári képesítést szerzett (1997), ugyanott nyerte el a magiszteri fokozatot (1998); 1998–2001 között a Debreceni Egyetem PhD hallgatója volt, ahol az irodalomtudományok doktora címet is megszerezte. 1997-től a BBTE Magyar Irodalomtudományi Tanszékén adjunktus, 2001-től előadótanár.
Fő kutatási területe a 16–18. századi magyar irodalom története. Első írását e tárgykörből (Ponciánus császár kincsei) a Művelődés (1996/3) közölte. Tanulmányai jelentek meg az Lkkt, Irodalomtörténet, Irodalomtörténeti Közlemények, Debreceni Szemle, Egyháztörténeti Szemle, Keresztény Magvető, Korunk, Református Szemle hasábjain és a Rodosz-tanulmányok (Kolozsvár, 2000), Diskurzusok, perspektívák, relevanciák (Kolozsvár, 2001), Antropológia és irodalom (Debrecen 2003), Tudomány – Egyetem – Diszciplína (Kolozsvár, 2003), Magyarul megszólaló tudomány. Apáczai Enciklopédiájának ösztönzése… (szerk. Péntek János, Budapest, 2004), Mindennemű dolgok változása (szerk. Gábor Csilla, Kolozsvár, 2004) c. kötetekben.
Szerkesztésében, bevezető tanulmányával és jegyzeteivel jelent meg a Remekírók Diákkönyvtára Moribunda Transsylvania. XVII. századi erdélyi emlékírók c. válogatása (I. Kolozsvár, 2000; II. Kolozsvár, 2005).
Szabó Leventével közösen szerkesztette a doktoranduszok tudományos munkásságát összegző Rodosz-tanulmányok 2001. évi kötetét (Kolozsvár, 2001).

## Kötetei
- A történelem terhe. Antropológiai szempontok a kora újkori magyar írásbeliség textusainak értelmezésében (Kolozsvár, 2006. Ariadné Könyvek);
- A koronatanú: Bethlen Miklós élete leírása magától és a XVII. századi puritanizmus (Debrecen 2007);
- The portrait of a young man as survivor: Mihály Cserey (Budapest, 2007).